# Společenské vědy
Společenské vědy jsou obecně vědy zabývající se člověkem a společností. Na rozdíl od přírodních věd nejsou důsledně exaktní, umožňují vstupovat subjektu do pozorování. Tento vstup subjektu je však mnohdy žádoucí a jediný možný, protože mnohdy je předmětem společenských věd nějaká stránka subjektu. V českém prostředí jsou společenské vědy pojímány více objektivně a jsou proto oddělovány od věd humanitních, které se zaobírají více subjektivními duchovními procesy. Vést jednoznačnou dělicí čáru mezi humanitními a společenskými vědami lze však i tak velice obtížně, nicméně zpravidla se uvádí, že společenské vědy jsou charakteristické vyšším stupněm kvantifikace a využíváním obvyklých vědeckých metod, např. experimentu, zatímco humanitní vědy mají spíše analytický charakter.
V České republice se výuce společenských věd věnuje např. Fakulta sociálních věd Univerzity Karlovy, Filozofická fakulta Univerzity Karlovy, Fakulta humanitních studií Univerzity Karlovy, Fakulta sociálních studií Masarykovy univerzity, Pedagogická fakulta Univerzity Karlovy nebo Filozofická fakulta Univerzity Palackého.

## Seznam společenských věd
- demografie
- ekonomie
- humánní geografie (též sociální geografie)
- kulturní a sociální antropologie
- kulturologie
- pedagogika
- politologie
- psychologie
- sociologie